# Arthur Edwin Hill
Arthur Edwin Hill (Birmingham, West Midlands, 9 de gener de 1888 – ?) va ser un waterpolista anglès que va competir a començaments del segle xx. El 1912 va prendre part en els Jocs Olímpics d'Estocolm, on va guanyar la medalla d'or en la competició de waterpolo.